# Ministério da Justiça (Itália)

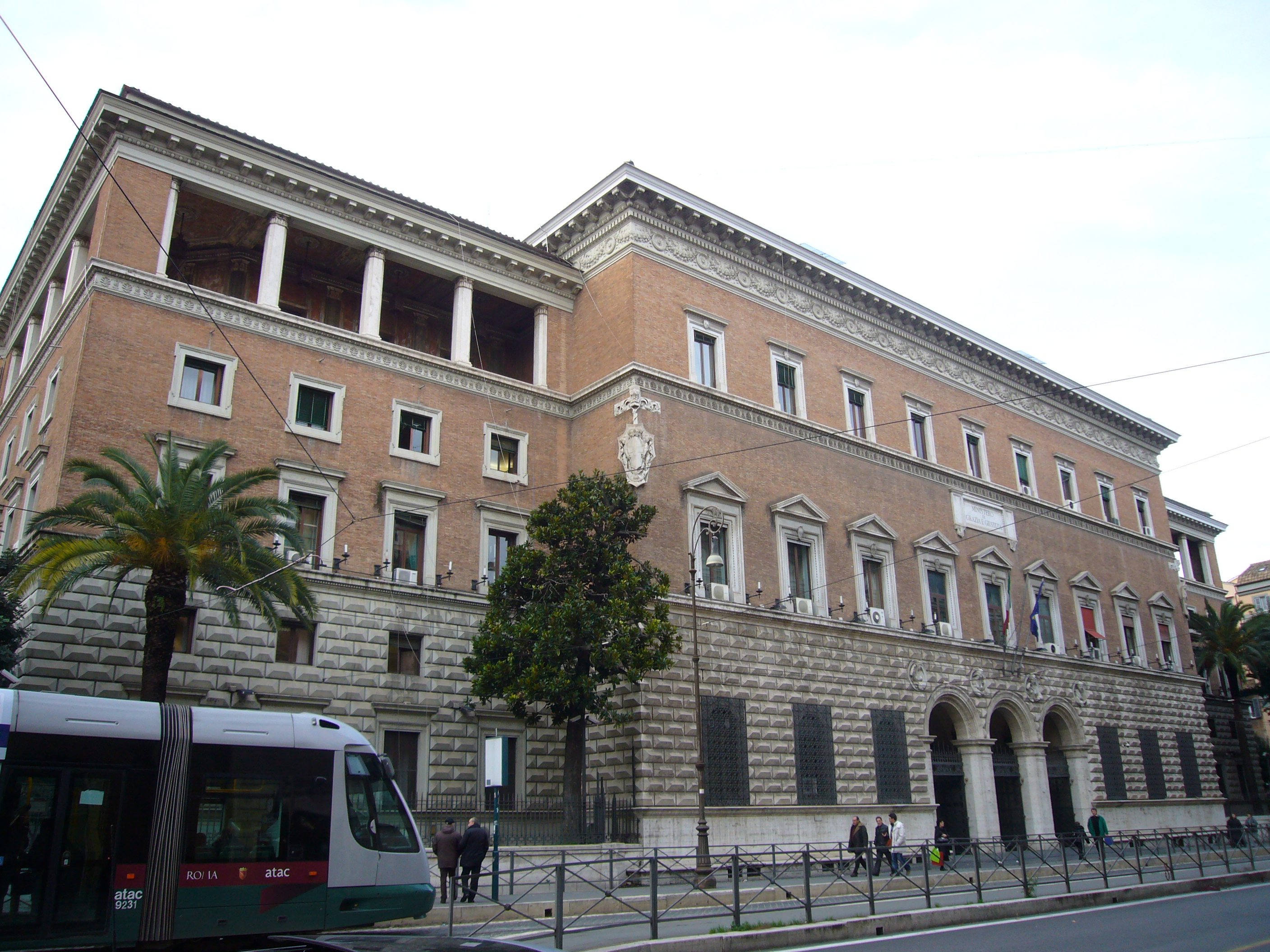
Palazzo Piacentini, sede do Ministério da Justiça.

Ministério da Justiça (em italiano:  Ministero della Giustizia) é um órgão da Administração Pública do Governo da Itália que se ocupa da administração judiciária, dos juízes e membros do Ministério Público, além do sistema prisional.
A sede central do Ministério é o Palazzo Piacentini, situado no rione Regola de Roma, na Via Arenula, n. 70.